# Populariteit
Populariteit is geliefd zijn bij veel mensen. Het woord komt via het Frans van het Latijnse woord popularis, dat zoveel betekent als gemeenschappelijk of geliefd. 
Populariteitscijfers zijn een belangrijk onderdeel van veel persoonlijke waardesystemen en vormen een essentieel onderdeel van succes in mensgerichte gebieden, zoals management, politiek en entertainment.